# 海部篤

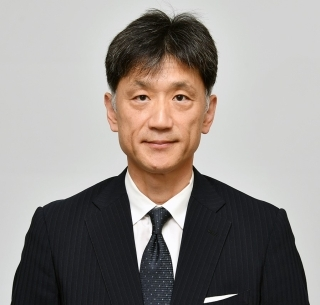
外務省より公表された公式肖像画像

海部 篤（かいふ あつし）は、日本の外交官。儀典長、外務省軍縮不拡散・科学部長を経て、在ウィーン国際機関日本政府代表部特命全権大使、包括的核実験禁止条約機関準備委員会議長。

## 人物・経歴
岐阜県出身。1984年愛知県立一宮西高等学校卒業。1988年一橋大学法学部卒業、外務省入省。外務省アジア局北東アジア課課長補佐、外務省北米局安全保障条約課首席事務官、外務省総合外交政策局総務課外交政策調整官、外務省欧州局中・東欧課長、外務省国際法局経済条約課長兼法務省司法試験考査委員、内閣官房内閣参事官（内閣官房副長官補付兼内閣総務官室、国家戦略室室員）、在アメリカ合衆国日本国大使館公使等を経て、2016年在ドイツ日本国大使館公使。2019年外務省大臣官房参事官兼即位の礼準備事務局長。同年外務省大臣官房審議官兼即位の礼準備事務局長。同年外務副報道官。2020年儀典長。2021年外務省軍縮不拡散・科学部長。2023年在ウィーン国際機関日本政府代表部特命全権大使。2024年包括的核実験禁止条約機関準備委員会議長。

## 同期
- 青木豊（23年アルメニア大使）
- 赤松武（22年国際民間航空機関代表部大使）
- 岩﨑一郎（09年一橋大学経済研究所教授）
- 一方井克哉（22年ニジェール兼轄、 21年コートジボワール大使（トーゴ兼轄））
- 内川昭彦（23年モントリオール総領事）
- 宇山秀樹（22年デンマーク大使・20年欧州局長）
- 岡田健一（21年香港総領事）
- 小野啓一（24年インド兼ブータン大使、22年外務審議官（経済担当）・22年外務省経済局長・20年地球規模課題審議官）
- 小野日子（24年ハンガリー大使・22年外務報道官・21年外務省経済局長・内閣広報官）
- 小泉勉（24年ラオス大使、22年中華人民共和国大使館特命全権公使、20年外務省研修所長）
- 小林賢一（24年・特命全権大使（国際貿易・経済担当）・21年ラオス大使）
- 佐々山拓也（24年ウガンダ大使・20年トロント総領事）
- 鈴木光太郎（22年ボストン総領事・20年イラク大使）
- 髙杉優弘（21年コロンビア大使）
- 達増拓也（07年岩手県知事）
- 堤尚広（24年特命全権大使（人権担当兼国際平和貢献担当）・20年南スーダン大使）
- 林禎二（21年ブラジル大使・20年中南米局長）
- 平野隆一（21年在ロシア大使館 公使・20年内閣官房国際テロ情報集約室次長・16年ユジノサハリンスク総領事）
- 船越健裕（25年外務事務次官・23年外務審議官（政務担当）・20年アジア大洋州局長）
- 松本太（22年イラク大使・19年ニューヨーク領事）
- 柳淳（23年シカゴ総領事・21年内閣審議官兼内閣情報調査室次長兼国際テロ情報集約室次長、18年在オーストリア大使館 公使）

## 親族関係
- 第76・77代内閣総理大臣海部俊樹の甥にあたる。